# Jurassic World: Upadłe królestwo
Jurassic World: Upadłe królestwo (ang. Jurassic World: Fallen Kingdom) – amerykańsko-hiszpański film fantastycznonaukowy z 2018 roku w reżyserii J.A. Bayony, piąta odsłona serii Jurassic Park.

## Fabuła
Cztery lata po wydarzeniach z filmu Jurassic World na Isla Nublar panuje chaos. Po śmierci Simona Masraniego i plajcie jego parku, żyjące na wyspie dinozaury cieszą się całkowitą wolnością. Tymczasem jednak budzi się uśpiony wulkan, grożąc zniszczeniem całej wyspy. Znani z poprzedniego filmu Owen Grady i Claire Dearing organizują wyprawę mającą na celu uratowanie dinozaurów przed niechybną śmiercią. Owenem kieruje ponadto osobiste pragnienie odnalezienia Blue, samicy welociraptora, z którą niegdyś łączyła go bliska więź. Erupcja zaskakuje bohaterów, następując jeszcze podczas ich obecności na wyspie. W trakcie akcji ratunkowej ekipa odkrywa też spisek, mogący zagrozić całemu światu.

## Obsada
| Rola              | Aktor               | Polski dubbing      |
| ----------------- | ------------------- | ------------------- |
| Owen Grady        | Chris Pratt         | Mateusz Łasowski    |
| Claire Dearing    | Bryce Dallas Howard | Agata Wątróbska     |
| dr Henry Wu       | BD Wong             | Adam Cywka          |
| dr Ian Malcolm    | Jeff Goldblum       | Marek Lewandowski   |
| Gunnar Eversol    | Toby Jones          | Piotr Bajor         |
| Benjamin Lockwood | James Cromwell      | Jacek Bursztynowicz |
| Franklin Webb     | Justice Smith       | Mikołaj Jodliński   |
| Zia Rodriguez     | Daniella Pineda     | Marta Wągrocka      |
| Ken Wheatley      | Ted Levine          | Waldemar Kownacki   |
| Eli Mills         | Rafe Spall          | Waldemar Barwiński  |
| Maisie Lockwood   | Isabella Sermon     | Milena Gąsiorek     |
| Iris              | Geraldine Chaplin   | Jolanta Wołłejko    |

## Odbiór
Film otrzymał 49% pozytywnych recenzji w serwisie Rotten Tomatoes oraz 51% pozytywnych i ocenę 5,5/10 w serwisie Mediakrytyk.